# Ivanovo dětství
Ivanovo dětství (rusky Иваново детство, Ivanovo detstvo, na západě známé jako My Name Is Ivan) je válečné drama z roku 1962, jde o první celovečerní film režiséra Andreje Tarkovského. Nezvyklý scénář a námět Vladimira Bogomolova v sobě kombinuje postupy sorely a existencialismu. Přestože Ivanovo dětství získalo pouze dvě mezinárodní ocenění, výrazně ovlivnilo celkový vývoj kinematografie, získalo si celosvětový obdiv kritiky a jeho kvality byly vyzdvihovány významnými intelektuály (například Sartrem). Je výborný i po stránce obrazové a filmové řeči.

## Vliv filmu

### Ve světě
Snímek zahájil spolu s francouzským filmem Nikdo mě nemá rád (1959) vlnu zájmu o téma vliv nepříznivých sociálních a kulturních okolností na dětství. Ivanovým dětstvím se zároveň Tarkovský výrazně etabloval, což mu později umožnilo spolufinancovat jeho tvorbu i ze západních zdrojů (například film Stalker) a pravděpodobně usnadnilo pozdější rozhodnutí emigrovat na západ.

### V Sovětském svazu
Spolu například s Jeřábi táhnou patří tento snímek k několika málo skutečně originálním filmům o druhé světové válce natočených v SSSR. Oficiálními uměleckými vědci a kritiky však byla vytvářena spíše poptávka po dalších variacích využívajících tehdejších klasických postupů. Žádný další sovětský film podněty Ivanova dětství dále nerozvíjí. Sovětské válečné filmy spíše směřovaly k odstranění náznaků a gradaci použitých prostředků (například nárůst brutality vrcholící v mládeži nepřístupném Jdi a dívej se). Tato fáze byla překonána až v devadesátých letech (například Kavkazským zajatcem).

## Ocenění
- Zlatý lev MFF v Benátkách 1962
- Hlavní cena MFF v Los Angeles 1962

## Ivan
Ivan je dvanáctiletý chlapec, který přišel o základní vztahy a předpoklady realizace obvyklých hodnot dětství, čímž došlo (v termínech Heideggera) k odhalení neskrytosti pobytu. Vedle této existenciální analýzy je možné i následující pojetí.
Realističnost socialistického realismu nespočívá v zobrazování nahodilých detailů, ale v idealizaci momentů zásadních pro pochopení pohybů na základě dialektické logiky. V tomto pojetí nenávist a motivace chování Ivana odkazuje k přirozené touze člověka bránit společenství proti agresorům.

## Děj
Většina děje se odehrává na jednom místě na východní frontě v krátkém čase. Bezprizorný malý Ivan, jehož rodina byla protivníkem vyvražděna, je již pouze odhodlán fanaticky bojovat proti nepříteli. Tarkovského vyprávění je založeno na kontrastech (umocněných vynikající kamerou) mezi frontovými reáliemi a Ivanovou idylickou imaginací zaměřenou do minulosti. Ivan se účastní průzkumné vojenské akce. Jeho jednání ostře kontrastuje se zobrazenými příběhy vojáků, kteří neztratili kontakty s "běžným životem". Ač jej ostatní bojovníci chtějí stáhnout z bojů, Ivan tajně utíká na frontu. Střih přenáší diváka na konec filmu, kde ve všeobecném veselí vítězství vojáci blízcí Ivanovi náhodnou naleznou záznam, že Ivan byl jako válečný zajatec popraven. Snímek je zakončen hororovými záběry gilotin a ostnatého drátu, které následuje vyobrazení radujícího se Ivana utíkajícího na pláži.

## Zajímavosti
- Nikolaj Burljajev (Ivan) v jeden okamžik filmu zvoní na zvon. O čtyři roky později jej můžeme vidět v následujícímu Tarkovského filmu Andrej Rublev, jehož jedna celá etapa je věnována stavbě obrovského zvonu.